# Can Jordà (Roses)
Can Jordà, o Casa del Marquès de Llinars, és una casa a la plaça Catalunya, al bell mig del nucli urbà de Roses (Alt Empordà), en el que antigament havia estat la façana de mar. Aquest edifici està protegit com a bé cultural d'interès local.
La casa és al sector de llevant de la plaça on hi ha algun altre edifici d'interès, destacant la casa Mallol de l'any 1906. Hi ha altres construccions com can Baldomer o l'antiga casa de la Vila. No fa molt fou destruïda una casa modernista d'aquest indret, datada el 1901. L'edifici havia albergat en una de les ales, la biblioteca pública municipal. Actualment, la planta baixa està ocupada per un establiment comercial, mentre que als pisos superiors s'ubiquen les dependències del departament d'urbanisme de l'Ajuntament de Roses. Aquestes cases són de les poques que es conserven de l'eixample que, al període del canvi del segle xix al xx, va dotar la vila de Roses d'una façana litoral formada per edificis amb una estètica d'acord amb les darreres tendències d'aquell moment. L'arquitecte Joan Marés i Marés va projectar la casa seguint el corrent arquitectònic de l'historicisme, moviment que es desenvolupa al segle xix i que pretenia recuperar l'arquitectura de temps passats. Es tractava d'imitar estils arquitectònics d'altres èpoques incorporant algunes característiques culturals d'aquell segle.
Casa entre mitgeres de planta rectangular, organitzada en diverses crugies, amb la coberta de teula de dues vessants. Està distribuïda en planta baixa i dos pisos, tot i que actualment presenta un quart nivell reculat respecte a la façana principal. Tot l'interior de l'edifici fou completament reformat, quedant només la façana com a element original de la construcció. Presenta a la planta baixa s'obren tres portalades d'arcs tudor ornats amb motllures, de més amplada la central. Al primer pis hi ha una gran balconada correguda amb barana ornamental d'obra imitant el calat gòtic. Els tres finestrals que hi tenen sortida estan emmarcats i presenten guardapols amb mènsules decorades amb relleus. Fins a aquest nivell, la façana és rematada per una franja horitzontal decorada amb motius vegetals en alt relleu, la qual emmarca a la part central, sobre l'obertura del mig, un escut heràldic esculpit en marbre blanc del llinatge que bastí la casa. La planta superior presenta una galeria d'arcs conopials normals, amb columnetes i capitells. El coronament de l'edifici presenta una cornisa motllurada sustentada amb mènsules. La resta del parament de la façana està format, a la planta baixa, per carreus de pedra ben escairats i, als pisos superiors, per un entramat arrebossat a imitació de carreus de pedra picada, de tonalitat rosada.